# Songs for Swingin’ Lovers!
A Songs for Swingin’ Lovers! az amerikai Frank Sinatra nyolcadik nagylemeze.
Az eredeti borítón Sinatra elfordult a szerelmespártól, de az 1957-es kiadás és a CD kiadások átdolgozott borítóján már a párra néz.
Az album 2000-ben került be a Grammy Hall of Fame-be, és a Rolling Stone magazin Minden idők 500 legjobb albuma listáján a 306. helyre jutott. Ez volt minden idők első listavezetője Nagy-Britanniában. Két hét után vette át a helyét a Carousel film betétdala. Szerepel az 1001 lemez, amit hallanod kell, mielőtt meghalsz című könyvben.

## Az album dalai
|     | Cím                                  | Szerző(k)                               | Hossz |
| --- | ------------------------------------ | --------------------------------------- | ----- |
| 1.  | You Make Me Feel So Young            | Josef Myrow, Mack Gordon                | 2:57  |
| 2.  | It Happened in Monterey              | Mabel Wayne, Billy Rose                 | 2:36  |
| 3.  | You’re Getting to be a Habit with Me | Harry Warren, Al Dubin                  | 2:19  |
| 4.  | You Brought a New Kind of Love to Me | Sammy Fain, Irving Kahal, Pierre Norman | 2:48  |
| 5.  | Too Marvelous for Words              | Richard A. Whiting, Johnny Mercer       | 2:29  |
| 6.  | Old Devil Moon                       | Burton Lane, E.Y. Harburg               | 3:56  |
| 7.  | Pennies From Heaven                  | Arthur Johnston, Johnny Burke           | 2:44  |
| 8.  | Love is Here to Stay                 | George Gershwin, Ira Gershwin           | 2:42  |
| 9.  | I’ve Got You Under My Skin           | Cole Porter                             | 3:43  |
| 10. | I Thought About You                  | Jimmy Van Heusen, Johnny Mercer         | 4:26  |
| 11. | We’ll Be Together Again              | Carl Fischer, Frankie Laine             | 4:26  |
| 12. | Makin’ Whoopee                       | Walter Donaldson, Gus Kahn              | 3:06  |
| 13. | Swingin’ Down the Lane               | Isham Jones, Gus Kahn                   | 2:54  |
| 14. | Anything Goes                        | Cole Porter                             | 2:43  |
| 15. | How About You?                       | Burton Lane, Ralph Freed                | 2:45  |

A dalokat Nelson Riddle hangszerelte.
Még egy dal, a Memories of You is elkészült, de az albumra nem került fel. Míg az Axel Stordahl által hangszerelt változat felkerült az 1961-es Point of No Return albumra, az eredeti, Riddle által hangszerelt verzió csak az 1990-es Capitol Years válogatásra került fel.